# Довер, Конни
Конни Довер (англ. Connie Dover) — американская певица и автор песен, сочиняющая и исполняющая кельтские песни и американский фолк.
Родилась в Арканзасе, выросла в Канзас-сити, Миссури. Училась в Оксфордском университете. Исследовала фолк-музыку в разных регионах, от Эдинбурга (Шотландия) до Майлс Сити в Монтане. Начала карьеру исполнителем блюграсс, затем присоединилась к группе Scartaglen, исполнявшей кельтские песни. В 1990-е годы начала сольную карьеру и выпустила четыре сольных альбома, начиная с Somebody в 1991 году. Все альбомы выпущены лейблом Taylor Park Music, продюсером выступил шотландский музыкант Phil Cunningham из Silly Wizard. В 2008 году певица завершила запись CD The Holly and the Ivy с традиционными рождественскими песнями и колядками совместно с Kansas City Chamber Orchestra.
В 1994 году с песней «The Wishing Well» была номинирована на получение премии Indie Awards Национальной ассоциации независимых дистрибьюторов и производителей (NAIRD) в номинации «Кельтская и британская музыка».

## Личная жизнь
Конни принадлежит ранчо на северо-западе Вайоминга, где она проводит своё лето, также она работает поваром и гидом в отдаленном зимнем лагере в Йеллоустонском национальном парке. Именно в Вайоминге Конни обнаружила, что некоторые старинные баллады, которые она выучила в Шотландии, известны и среди ковбоев Скалистых гор.

## Награды
Конни Довер также получила признание как автор текстов к песням и композитор. В 2007 году она получила премию Mid-America Emmy Awards за акустическую музыку для телепроекта KCPT Bad Blood: The Border War that Triggered the Civil War. Написанная ей музыка получила гран-при Yellowstone & Teton Song Contest в 2007 году, а её текста были отмечены Speakeasy Prize in Poetry. Её книга стихов Winter Count была опубликована в 2007 году издательством Unholy Day Press.

## Дискография
- Somebody (1991)
- Wishing Well (1994)
- If Ever I Return (1997)
- The Border of Heaven (2000)
- The Holly and the Ivy (2009)